# Похідна Фреше
Похідна́ Фреше́ — узагальнення поняття похідної на випадок нормованих просторів. Названа на честь французького математика Моріса Фреше.

## Визначення
Нехай X та Y — лінійні нормовані простори, а G — відкрита множина простору X. Відображення (функція, оператор) {\displaystyle f:G\rightarrow Y} називається диференційовним за Фреше в точці {\displaystyle x\in G}, якщо існує лінійний неперервний оператор {\displaystyle L_{x}:X\rightarrow Y}, такий що для довільного {\displaystyle h\in X}, що задовольняє умові {\displaystyle x+h\in G}
{\displaystyle \Delta f=f(x+h)-f(x)=L_{x}h+\omega (x,h)},
де {\displaystyle {\frac {\omega (x,h)}{\parallel h\parallel }}\rightarrow 0} при {\displaystyle h\rightarrow 0} в розумінні збіжності по нормі в просторі Y.
Головна частина {\displaystyle L_{x}h}, що лінійно залежить від h та приросту {\displaystyle \Delta f} називається диференціалом Фреше відображення f в точці х і позначається {\displaystyle df(x,h)}, а вираз {\displaystyle \omega (x,h)} називається залишком приросту.
Лінійний оператор {\displaystyle L_{x}} називається похідною Фреше відображення f в точці х і позначається {\displaystyle f^{'}(x)}.

## Властивості
Нехай {\displaystyle f,g:G\rightarrow Y} — відображення нормованих просторів і {\displaystyle \in G}. Похідна Фреше задовольняє такі властивості:
- {\displaystyle (f+g)'(\varphi )=A'(\varphi )+B'(\varphi )}
- {\displaystyle (\lambda f)'(\varphi )=\lambda f'(\varphi )}, де λ — деякий скаляр з поля над яким визначені нормовані простори.
- {\displaystyle (f\circ g)'(\varphi )=(f'\circ g)(\varphi )\,g'(\varphi )}.